# 任祥麟
任祥麟（？—？），河南省汝寧府汝陽縣（今汝南县、平舆县）人，清朝官员。同進士出身。
光緒二年（1876年），參加丙子恩科會試，得貢士第218名。殿試登進士3甲第70名。同年五月（6月3日），經吏部掣簽，授即用知縣。